# 愛情奴隸獸
《愛情奴隸獸》是一部2017年上映的香港愛情電影，由葉念琛執導，方力申、蘇麗珊、袁文傑、高海寧主演。

## 剧情
「愛情奴隸獸」林嘉華（方力申 飾）是一名警員，顧名思義，他完全順服惡頂女友嚴正花（高海寧 飾）石榴裙下花是城中有名的財經主播，周旋於上流社會圈子一味吊金龜，瞞著華跟不少有錢男人鬼混，可是華連大興問罪之師的勇氣也沒有可是就算華願意做花一世的奴隸，花也不值華的窩囊性格，毅然跟華提出分手。 華因情場失意來到夜店消遣，結識了性格率真的細寶（蘇麗珊 飾），細寶一直對江湖大佬瀟灑哥（袁文傑 飾）情之所鍾，可是卻不敢示愛三個月後寶與華再度重遇, 寶請華為一宗命案尋找真相，而真相背後卻藏著一個出人意表的秘密，幸得華在警隊好兄弟Ben Sir (歐陽偉豪飾) 及輝 (胡子彤飾) 聯手搗破真相….

## 演员
| 演員     | 角色         |
| 方力申   | 林嘉華       |
| 蘇麗珊   | 細寶         |
| 袁文傑   | 瀟灑哥       |
| 林盛斌   | 医生         |
| 高海寧   | 嚴正花       |
| 楊詩敏   |              |
| 金剛     |              |
| 歐陽偉豪 | Ben Sir      |
| 胡子彤   | 輝           |
| 莊思敏   | 护士         |
| 邵音音   | 孟婆         |
| 苗可秀   |              |
| 陳嘉佳   |              |
| 麥玲玲   | 大排档老板娘 |

## 電影歌曲
| 曲別   | 歌名         | 演唱者 | 作詞       | 作曲     |
| 主題曲 | 我的愛不再錯 | 方力申 | 袁兩半     | 吳青峰   |
| 插曲   | 幻影         |        | 林敏聰     | 林敏怡   |
| 插曲   | 超人的主題曲 |        | 田中小百合 | 山本洋太 |